# USS Portland (CA-33)

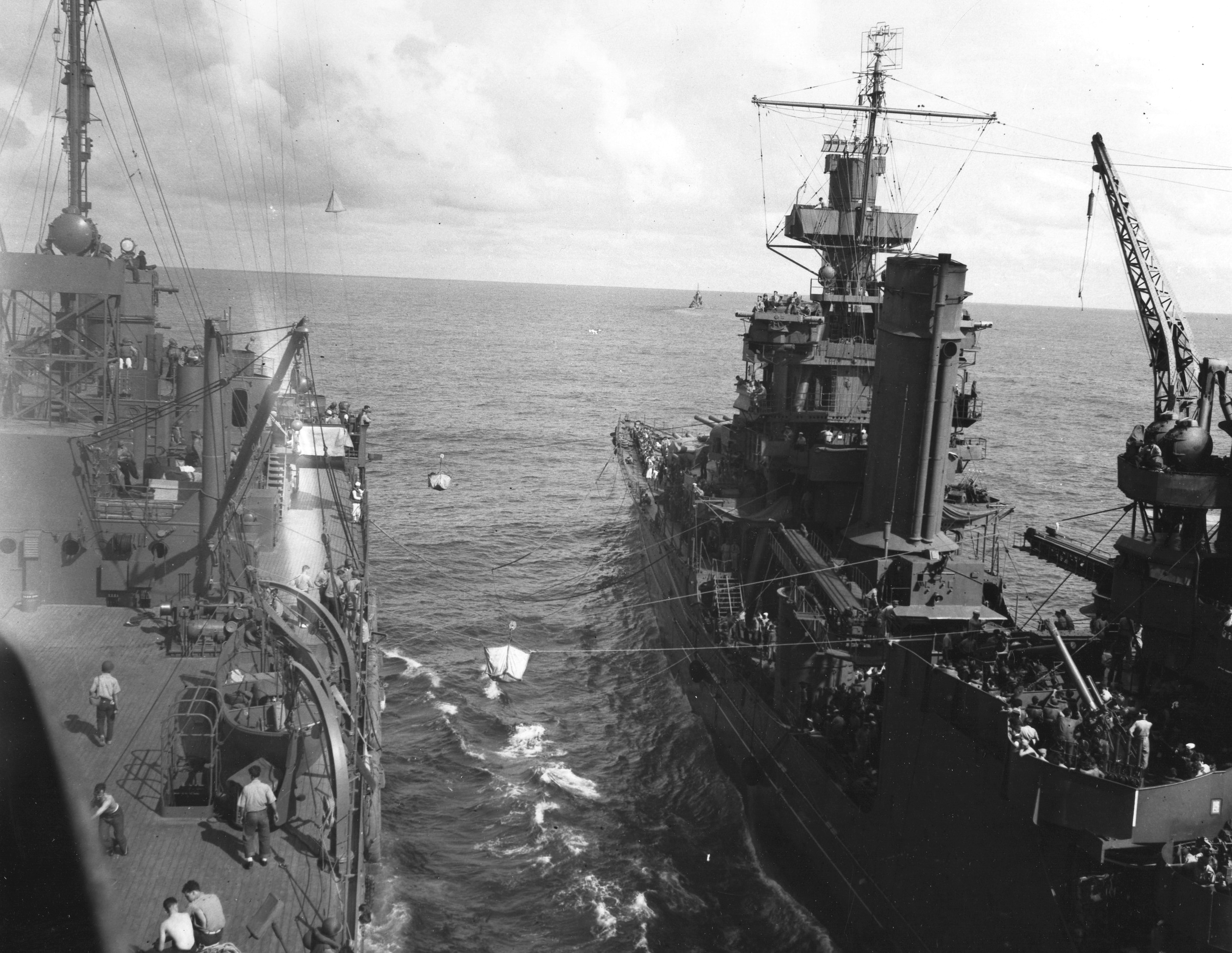
"Portland", na prawo, przekazuje rozbitków z lotniskowca USS "Yorktown" na tender okrętów podwodnych USS "Fulton" w dniu 7 czerwca 1942 roku, już po bitwie pod Midway

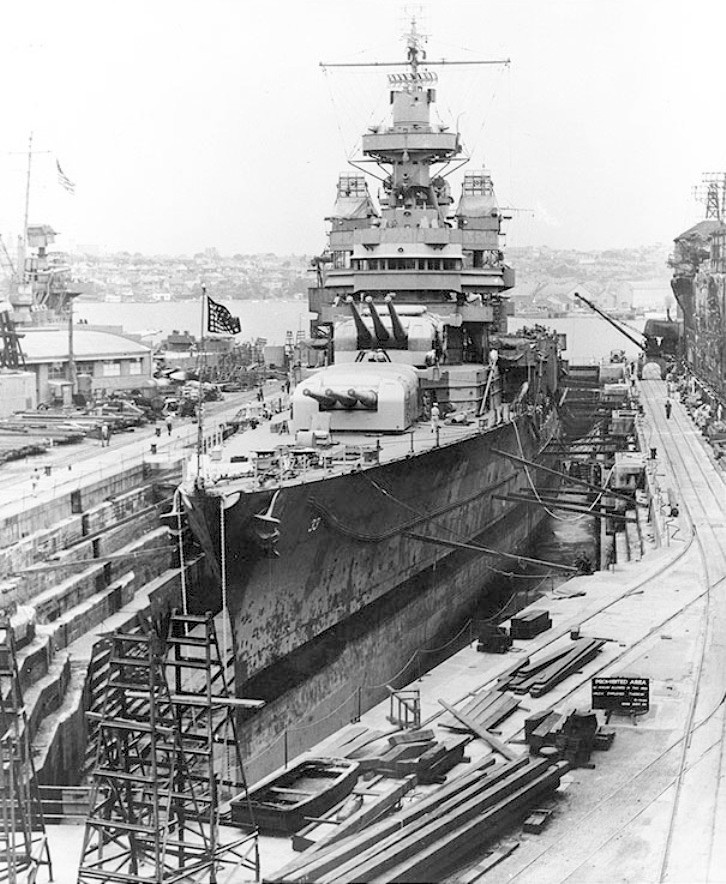
"Portland" w suchym doku w Sydney w grudniu 1942 roku, podczas remontu uszkodzeń odniesionych w I bitwie pod Guadalcanalem

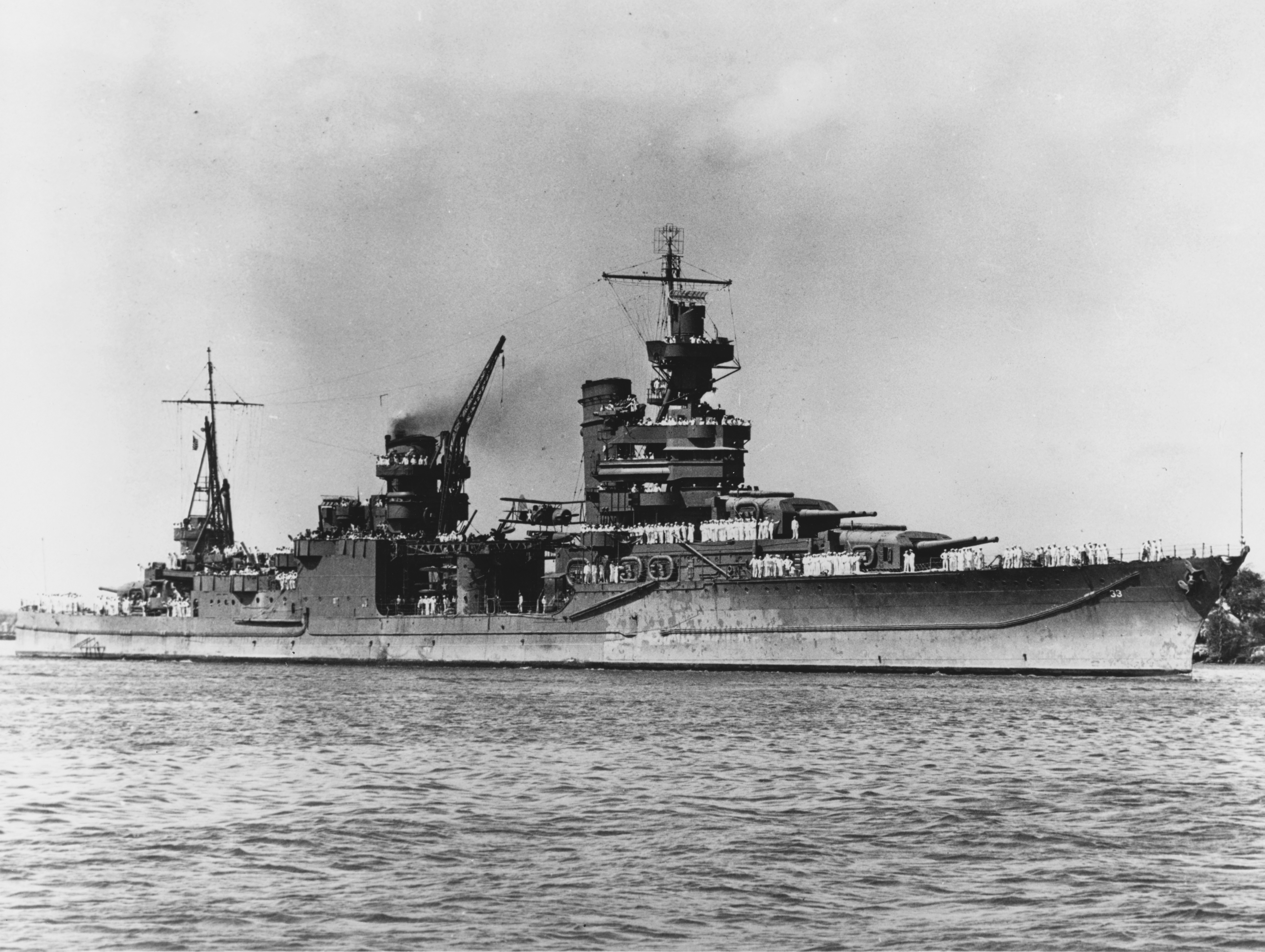
USS "Portland" w Pearl Harbor na Hawajach z jego załogą na pokładzie ubraną w charakterystyczne mundury "Whites". Na zdjęciu widać zewnętrzny odmagnetysowany kabel zamontowany na burcie okrętu. Zdjęcie wykonano 14 czerwca 1942 roku

USS Portland (CA-33) – amerykański ciężki krążownik, okręt prototypowy całego typu. "Portland" był pierwszym okrętem w United States Navy nazwanym na cześć miasta Portland w stanie Maine (USA).
Budowa USS "Portland" była autoryzowana 13 lutego 1929 roku. Położenie stępki nastąpiło 17 lutego 1930 roku w stoczni Fore River Shipyard w Quincy w stanie Massachusetts, a wodowanie w dniu 21 maja 1932 roku. Jego matką chrzestną była Mary Doughty, córka Ralpha D. Brooksa z Portland. "Portland" został przyjęty do służby 23 lutego 1933 roku z komandorem Herbertem F. Leary’ym jako dowódcą okrętu.

## Służba

### Okres międzywojenny
Opuszczając Boston 1 kwietnia 1933 "Portland" wpłynął do zatoki Gravesend w Nowym Jorku wieczorem 3 kwietnia. Następnej nocy "Portland" otrzymał wiadomość, że sterowiec USS "Akron" spadł do morza. 36 minut po otrzymaniu tej wiadomości "Portland" był w drodze na ratunek. "Portland" był pierwszym okrętem, który przybył na miejsce katastrofy i związku z tym akcja poszukiwawcza i koordynacja akcji ratowniczej były jego zadaniem. W katastrofie zginęły 73 osoby w tym adm. William Moffett, szef Bureau of Aeronautics.
"Portland" odpłynął z San Diego w Kalifornii 2 października 1935 roku podążając za USS "Houston", który miał na swoim pokładzie prezydenta Stanów Zjednoczonych Franklina Delano Roosevelta. Podczas następnych dni, prezydent z przyjaciółmi łowił ryby. Po postoju w Panamie i w wielu innych portach obydwa okręty wpłynęły do Charleston w Karolinie Południowej, gdzie prezydent zszedł na ląd.
Podczas manewrów Floty Pacyfiku, "Portland" przekroczył równik po raz pierwszy w dniu 20 maja 1936 roku. Od tego momentu do wybuchu II wojny światowej, "Portland" brał udział w pokojowych manewrach wojskowych i w misjach dobrej woli jako jednostka Cruiser Division 5 (5. Dywizjon Krążowników) Scouting Fleet.

### II wojna światowa

#### 1942
Kiedy Japończycy zaatakowali Pearl Harbor, "Portland" płynął w kierunku Midway wraz ze swoją grupą lotniskowców, wypływając z Pearl Harbor na dwa dni przed japońskim atakiem. Od grudnia 1941 do 1 maja 1942 roku, "Portland" operował w rejonie zachodniego wybrzeża Stanów Zjednoczonych, Hawajów i Fidżi.
"Portland" znajdował się w grupie atakującej kontradm. Thomasa C. Kinkaida pomiędzy 4 a 8 maja, kiedy japońskie siły inwazyjne zostały powstrzymane przed lądowaniem w Port Moresby na Nowej Gwinei w dwudniowej bitwie na Morzu Koralowym. Kiedy lotniskowiec USS "Lexington" został zatopiony, "Portland" uratował 722 rozbitków. "Portland" należał także do Task Force 17 (TF 17) pod dowództwem kontradm. Franka J. Fletchera podczas bitwy pod Midway pomiędzy 2 a 6 czerwca, kiedy Japończycy stracili cztery lotniskowce. "Portland" ochraniał oraz wspierał desanty Marines na Tulagi i Guadalcanal między 7 a 9 sierpnia. W późniejszym czasie "Portland" wspierał operacje na Guadalcanal i bronił alianckich linii komunikacyjnych.
Krążownik brał udział w bitwie koło wschodnich Wysp Salomona w dniach 23-25 sierpnia, kiedy wojska alianckie zapobiegły dostarczenia wzmocnień dla japońskich wojsk na Wyspach Salomona przy pomocy dużej armady morskiej pod dowództwem adm. Isoroku Yamamoto. Po tej bitwie, "Portland" skierował na południe, żeby wziąć udział w bitwie koło wysp Santa Cruz w dniach 26-27 października jako jeden z okrętów eskorty lotniskowca USS "Enterprise". Dwa tygodnie później, "Portland" wziął udział w bitwie morskiej koło Guadalcanal między 12 a 15 listopada, gdzie obydwie strony poniosły ciężkie straty, ale gdzie też złamana została japońska determinacja związana ze zniszczeniem amerykańskiego desantu na Guadalcanal w sile 6000 żołnierzy, zbombardowaniem lotniska Henderson Field i wysadzeniem własnych 7000 żołnierzy na wyspie.
Podczas akcji z dnia 13 listopada, "Portland" został trafiony w sterburtę o godz. 1:58. Wybuch torpedy rozerwał śruby, spowodował zacięcie się steru 5˚ na prawą burtę i zaklinowanie się wieży nr 3. 4˚ przechył został szybko skorygowany poprzez przemieszczenie balastu, ale szkody związane ze sterem były nie do naprawienia i okręt zmuszony był do pływania w kółko.
Kończąc pierwsze kółko, "Hiei", oświetlony przez płonące pobliskie okręty i flary został ostrzelany przez przednie działa USS "Portland". Przeciwnik odpowiedział ogniem, ale wszystkie salwy przeleciały nad krążownikiem. "Portland" wystrzelił kolejne cztery salwy, które wywołały pożar na pokładzie japońskiego pancernika. Ponownie o godz. 6:30, wciąż kołując, "Portland" otworzył ogień do opuszczonego wraku niszczyciela "Yudachi" z odległości 9,7 km. Po sześciu salwach, "Yudachi" eksplodował, przewrócił się i zatonął w ciągu pięciu minut.
Z pomocą łodzi Higgins, łodzi patrolowej Yard i holownika, "Portland" dopłynął do Tulagi 14 listopada. Później został on doholowany do Sydney w Australii, gdzie przeszedł wstępne naprawy przed remontem w Stanach Zjednoczonych. Po krótkich postojach w Samoa i Pearl Harbor, okręt dopłynął do Mare Island Naval Shipyard w dniu 3 marca 1943 roku.

#### 1943-1944
Po treningu na wodach południowej Kalifornii, "Portland" odpłynął w kierunku Wysp Aleuckich późnym majem, docierając w ten rejon 11 czerwca i ostrzeliwując Kiskę w dniu 26 lipca. Po ochranianiu rozpoznawczego lądowania na Małej Kisce w dniu 17 sierpnia, krążownik popłynął w kierunku Pearl Harbor, gdzie dotarł 23 września. W późniejszym czasie, "Portland" popłynął do San Francisco, docierając do tego miasta na początku października. Okręt wrócił następnie do Pearl Harbor w połowie października.
Od listopada 1943 do lutego 1944, "Portland" brał udział w operacjach na Wyspach Gilberta i Marshalla. Następnie osłaniała on lotniskowce podczas ataków lotniczych na Palau, Yap, Ulithi i Woleai pomiędzy 30 marca a 1 kwietnia.
Następnie krążownik popłynął razem z grupą lotniskowców, by osłaniać lądowanie morskie w rejonie Hollandii (obecnie Jayapura)–Tanahmerah na Nowej Gwinei w dniach 21-24 kwietnia. Płynąc ponownie na północ, grupa ta zaatakowała Truk i razem z pięcioma innymi krążownikami i niszczycielami, "Portland" ostrzeliwał Satawan w Grupie Nomei.
Po przeprowadzeniu serii tych operacji, "Portland" popłynął na Mare Island w celu przeprowadzenia remontu, kończąc go akurat na czas, by powrócić na zachodni Pacyfik, w celu wzięcia udziału w bombardowaniach Peleliu w dniach 12-14 września przed desantem morskim na tę wyspę. Krążownik wspierał lądowanie na Peleliu w dniu 15 września i podczas następnych czterech dni jego działa zmiotły z powierzchni ziemi siły przeciwnika, które zagrażały ruchom alianckich wojsk. Krążownik przeprowadził bombardowanie artyleryjskie Peleliu w dniu 29 września, wspierając wojska amerykańskie na tej wyspie. Później odpłynął on w kierunku Seeadler Harbor na wyspie Manus w archipelagu Wysp Admiralicji.
"Portland" następnie dołączył do potężnego zgrupowania morskiego w pierwszym ciężkim ataku lądowym na środkowe Filipiny. "Portland" dopłynął do Leyte w dniu 17 października, wpływając do zatoki następnego dnia, na dwa dni przed A-Day. Podczas tych dwóch dni, jego działa "zmiękczyły" stanowiska wroga na wyspie w ramach przygotowań do lądowania.
W nocy 24 października, silna japońska grupa morska składająca się z dwóch pancerników, jednego ciężkiego krążownika i czterech niszczycieli kierowała się w kierunku cieśniny Surigao z widocznym celem zaatakowania zatoki Leyte. Japońskie siły morskie płynęły w nierównej kolumnie, w wąskiej cieśninie i w ciemnościach, podczas gdy "Portland" i jego okręty siostrzane ustawiły się w górnej części cieśniny, "w pozycji kreski nad T". Japończycy najpierw napotkali kutry torpedowe typu PT, następnie trzy skoordynowane ataki torpedowe niszczycieli, a na koniec potężny ogień amerykańskich pancerników i krążowników znajdujących się w górnej części cieśniny. W bitwie w cieśninie Surigao, japońskie siły morskie zostały kompletnie zniszczone, tracąc dwa pancerniki i trzy niszczyciele.

#### 1945
Od 3 stycznia do 1 marca 1945 roku, "Portland" wziął udział w operacjach w zatoce Lingayen i wokół Corregidoru. Opuszczając zatokę Lingayen 5 stycznia i po ostrzelaniu okolic Przylądka Bolinao, "Portland" wrócił do zatoki tego samego dnia i rozpoczął ostrzeliwanie artyleryjskie wschodniego wybrzeża, ale natychmiast je przerwał, kiedy rozpoczął się ciężki atak kamikaze.
"Portland" wpłynął do zatoki Manilskiej 15 lutego i ostrzelał południowy brzeg Corregidoru w ramach przygotowań do lądowania na tej wyspie. Okręt powrócił do zatoki Leyte w dniu 1 marca w celu dokonania, po raz pierwszy od pięciu miesięcy, napraw i uzupełnienia magazynów.
Od 26 marca do 20 kwietnia, podczas wspierania inwazji na Okinawę, "Portland" został zaatakowany przez 24 naloty powietrzne, zestrzeliwując cztery nieprzyjacielskie samoloty i pomagając w zestrzeleniu dwóch innych. Od 8 maja do 17 czerwca, "Portland" brał udział w ostrzeliwaniu i zdobyciu Okinawy, dopływając do Leyte w dniu 17 czerwca dla kosztów eksploatacyjnych. W zatoce Buckner w dniu 6 sierpnia, okręt rozpoczął konserwację i rejsy treningowe.

## Po wojnie

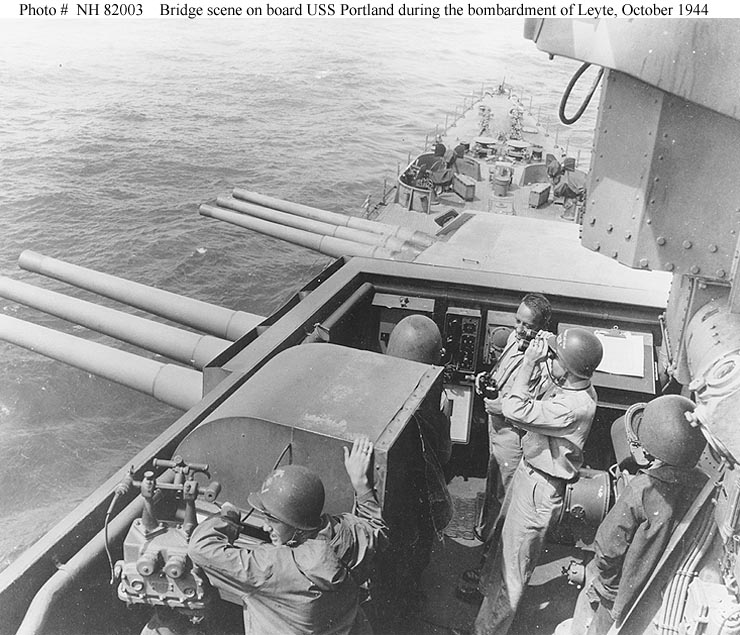
Zdjęcie wykonane na pokładzie USS "Portland" podczas bombardowania Leyte w październiku 1944 roku. Oficer stojący w prawej części środka fotografii, bez hełmu, to dowódca okrętu – komandor Thomas G.W. Settle

Wraz z zakończeniem działań wojennych, "Portland" został okrętem flagowym wiceadm. Georga Murraya, dowódcy Wysp Mariańskich, który miał przyjąć kapitulację Wysp Karolińskich. Okręt popłynął w kierunku atolu Truk, gdzie wiceadm. Murray, działający na rzecz Admirała Floty Chestera Nimitza, przyjął kapitulację od głównych japońskich urzędników wojskowych i cywilnych w ceremonii na pokładzie USS "Portland".
"Portland" przebywał w Pearl Harbor od 21 do 24 września, zabierając tam 600 żołnierzy do Stanów Zjednoczonych. Przepływając przez Kanał Panamski, popłynął do Stanów Zjednoczonych, przypływając do Portland w stanie Maine na uroczystości Dnia Marynarki Wojennej w dniu 27 października. Okręt zameldował się w Philadelphia Naval Shipyard w dniu 11 marca 1946 roku w celu zakończenia służby czynnej i przejścia do Floty Rezerwowej. Okręt wycofano ze służby w Filadelfii 12 lipca 1946 roku i posiadał status rezerwowy, dopóki nie został skreślony z listy floty w dniu 1 marca 1959 roku. Krążownik został sprzedany do Union Mineral and Alloys Corporation w Nowym Jorku w dniu 6 października i zezłomowany w Wainwright Shipyard w Panama City w stanie Floryda pomiędzy 1961 a 1962 rokiem.

## Odznaczenia
Za swoją służbę podczas II wojny światowej, "Portland" otrzymał 16 battle stars.